# Jonas Wind
Jonas Older Wind (* 7. Februar 1999 in Hvidovre) ist ein dänischer Fußballspieler. Nachdem er 10 Jahre für den FC Kopenhagen gespielt hatte, wechselte er im Januar 2022 nach Deutschland zum VfL Wolfsburg. Zudem ist er dänischer Nationalspieler.

## Karriere

### Vereine
Jonas Wind, dessen Vater Per ebenfalls als Fußballer in der ersten dänischen Liga aktiv war und bis 2021 Teammanager des FC Kopenhagen gewesen ist, hatte für Avedøre Idrætsforening und bei Rosenhøj Boldklub – zwei Vereine aus Hvidovre in der Kopenhagener Agglomeration – gespielt, ehe er 2012 in das Nachwuchsleistungszentrum des FC Kopenhagen wechselte. Zum Jahreswechsel 2017/18 rückte er in den Profikader auf und lief am 22. Februar 2018 bei der 0:1-Niederlage im Rückspiel des Sechzehntelfinales in der UEFA Europa League gegen Atlético Madrid erstmals für die Profimannschaft auf. Sechs Tage später kam Wind beim 2:0-Sieg am 23. Spieltag bei Hobro IK erstmals in der Superliga zum Einsatz. Zum Ende der Saison 2017/18 standen drei Einsätze zu Buche und der FC Kopenhagen qualifizierte sich für die Meisterrunde, in der Wind siebenmal zum Einsatz kam dabei schoss er beim 2:1-Sieg am 18. April 2018 gegen Aalborg BK sein erstes Tor im Profifußball. Als Tabellenvierter wurde der Gewinn der dänischen Meisterschaft verpasst. Eine Saison später gewann Wind mit dem FC Kopenhagen die dänische Meisterschaft, wobei er in der regulären Saison und in der Meisterrunde zu insgesamt 19 Partien und fünf Toren kam. In der folgenden Saison war Wind zunächst gesetzt, verpasste allerdings den Rest der regulären Saison aufgrund einer Knieoperation und feierte erst am 28. Juni 2020 bei der 1:2-Niederlage im Heimspiel gegen den FC Midtjylland sein Comeback. Die Titelverteidigung misslang, zum Ende der Saison wurde der FC Midtjylland dänischer Meister. In der Saison 2020/21 gelang ihm sein Durchbruch, als er in jeder seiner insgesamt 28 Partien in der regulären Saison sowie in der Meisterrunde in der Startelf stand und dabei zumeist als Mittelstürmer eingesetzt wurde. Jonas Wind erzielte 15 Tore, konnte allerdings nicht verhindern, dass der FC Kopenhagen lediglich Tabellendritter wurde, während der Erzrivale Brøndby IF zum ersten Mal seit 2005 den Gewinn der dänischen Meisterschaft feierte. Der Vertrag von Wind läuft bis 2023.
Ende Januar 2022 verpflichtete ihn der deutsche Bundesligist VfL Wolfsburg kurz vor der Schließung des zweiten Transferfensters der Saison 2021/22. Jonas Wind gelang es schnell, sich einen Stammplatz zu erkämpfen und war dabei hauptsächlich als Mittelstürmer oder als hängende Spitze gesetzt. Mit fünf Toren in 14 Spielen trug er zum Klassenerhalt der Ostniedersachsen bei.

### Nationalmannschaft
Mit der dänischen U17-Nationalmannschaft nahm Wind an der Europameisterschaft 2016 in Aserbaidschan teil, bei der er zu drei Einsätzen kam. Nach zwölf Einsätzen für diese Altersklasse, drei für die U18 und neun für die dänische U19 debütierte er am 20. März 2019 beim 3:2-Testspielsieg in Slagelse gegen Belgien für die U21-Nationalmannschaft. Im Oktober 2020 debütierte er für die A-Nationalauswahl, als er beim 4:0-Sieg im Freundschaftsspiel in Herning gegen die Färöer eingesetzt wurde. Zur Fußball-Europameisterschaft 2021 wurde er in den dänischen Kader berufen; bei diesem Turnier erreichte Wind mit der dänischen Nationalmannschaft das Halbfinale, in der Dänemark gegen England ausschied. Dabei kam er im Auftaktspiel gegen Finnland, welches wegen des Herzstillstandes des Mannschaftskapitäns Christian Eriksen von Inter Mailand in Erinnerung blieb, sowie im Halbfinale gegen England zum Einsatz.
Er wurde auch für die WM 2022 in Katar nominiert, kam aber in den drei Gruppenspielen, nach denen die Dänen ausschieden, nicht zum  Einsatz.
In der Qualifikation für die EM 2024 wurde er in allen zehn Spiele eingesetzt und erzielte drei Tore, darunter den 1:0-Siegtreffer gegen Nordirland. Die Dänen qualifizierten sich als Gruppensieger für die Endrunde, für die er wieder nominiert wurde.

## Erfolge
FC Kopenhagen
- Dänischer Meister: 2019, 2022